# ジェイソン・ボーヒーズ

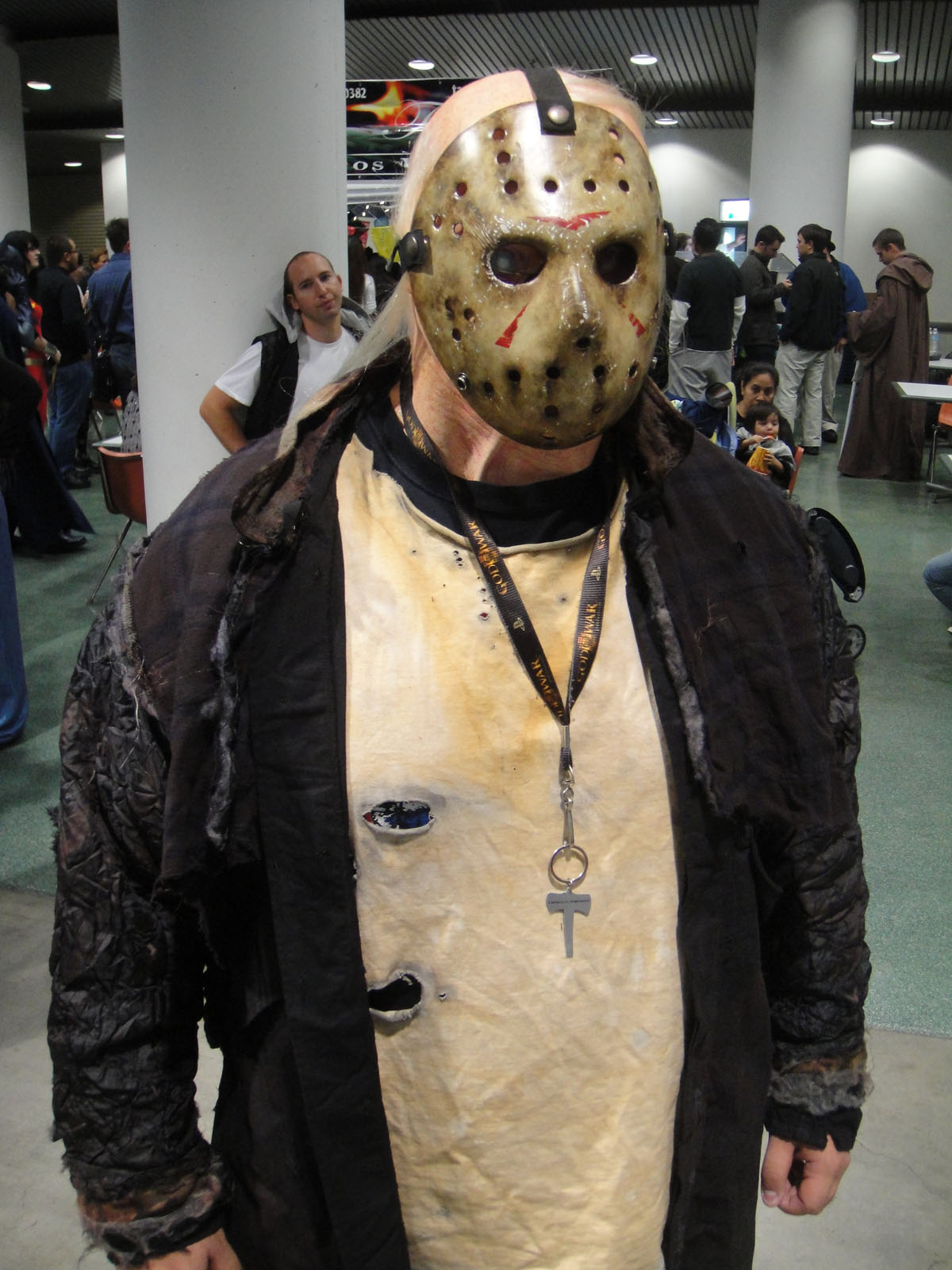
ジェイソンのコスプレ

ジェイソン・ボーヒーズ（Jason Voorhees）は、ホラー映画『13日の金曜日』シリーズに登場する架空の人物・怪物である。主に2作目以降で殺人鬼として登場する。

## プロフィール
身長192cm・体重114kgと大柄で筋肉質な体格だが、子供時代は背が低く痩せ型（第8作や『FVJ』では少々太めの体格）だった。常人の2倍の大きさの心臓と、異常に小さな脳を持っている。
子供のころは普通に言葉を話していたが、大人になってからは不気味な息遣いとうめき声しか出さない。第9作で他人に乗り移った際は普通に言葉を発していた。

## 経歴

### 出生
1946年6月13日、ニュージャージー州ブレアーズタウン付近でボーヒーズ家の長男として生まれる。家族構成はジェイソン本人を含め、父エリアス･ボーヒーズ、母パメラ·ボーヒーズの3人。異母兄妹として義妹ダイアナ・ボーヒーズや、彼女の娘ジェシカ・ボーヒーズも存在する。
先天的な病により顔が奇形となっており、これがジェイソンを殺人鬼へ変貌させた最大の要因となる（素顔はシリーズによってまちまちであり、大抵は顔半分か全体が崩れている）。

### 「殺人鬼ジェイソン」の誕生
1957年、クリスタルレイクでキャンプに参加していた11歳のジェイソンは、その風貌から彼を怪物と忌み嫌う少年少女たちの差別に遭い、顔に布袋を被せられた状態でクリスタルレイクに突き落とされ、そのまま溺れて消息不明になる。この時、管理責任のあるキャンプ指導員達は性行為に夢中で、監視を疎かにしていた。その結果、事件は有耶無耶にされてしまい、ジェイソンの母パメラは精神に異常をきたすようになる。また、ジェイソンの父エリアスもパメラの異常性を察したのか、彼女のもとから去ってしまう。しかし、ジェイソンは奇跡的に生存していた。
ジェイソンが消息不明になった後、狂気に駆られたパメラはとあるキャンプ内に侵入し、グループから抜けて性行為に及んでいたキャンプ指導員の男女を殺害。その後も連続で放火事件を起こし、更には水質汚染も引き起こす事でクリスタルレイク内でのキャンプを再開出来ないよう仕向ける。しかし、十数年後にクリスタルレイクでキャンプが再開されようとした結果、13日の金曜日にてまたしても連続殺人に手を染める事になったが、被害者の1人であるアリスの反撃によって鉈で首を切断され、死亡する（第1作）。この時、偶然パメラの死亡する様子を目撃したジェイソンは復讐を誓い、事件から2か月後に唯一生き残ったアリスの自宅へ侵入し、彼女をアイスピックで惨殺。アリスの死体はジェイソンの家に持ち去られ、現場には大量の血液のみが残されていた（第2作冒頭）。
数年後、ジェイソンはクリスタルレイク付近にあるキャンプ場に訪れた若者達を次々と殺害する最初の連続殺人に手を染めるが、被害者の1人である女性ジニーが母・パメラの遺品であるセーターを着た結果、それを母と錯覚。しかし、彼女の後ろにあったミイラ化したパメラの首を見た事で騙された事に気付き襲い掛かろうとするも、そこにポールが現れて揉み合っている隙に、ジニーの反撃により身体を鉈で切りつけられる。だが、すぐ蘇生して布袋を外された素顔の状態でジニーとポールに襲いかかる。翌日、ジニーは駆けつけた警察官や救急隊に救出されて病院に搬送されるものの、ポールはジェイソンと共に行方不明となる（第2作）。
ジェイソンが最初の連続殺人が終わったその翌日の夜、ジェイソンはクリスタルレイク付近のカフェに侵入して衣服を奪い、カフェを営む夫婦を殺害。更にその翌日には、クリスタルレイク付近の前回とは異なるキャンプ場の納屋に潜んでいた所、キャンプ場に訪れた高校生達を次々と殺害する二度目の連続殺人に手を染める。その際、シェリーという悪戯好きの少年がガールフレンドを脅かすために使用していたアイスホッケーのマスクを奪い取り、それ以降はこのマスクを常に被ったままになる。最後に残ったメンバーの1人、クリスという少女を追い回す中、殺し損ねていた被害者の一人であるアリに気を取られていた隙を突かれる形でクリスに頭部へ斧を叩き込まれる反撃に遭い、倒れる（第3作）。その日の夜、犠牲者達の死体と共に死体安置所へと運ばれるも、その直後に蘇生して検視員と看護婦の二人を殺害。脱走してクリスタルレイクへと戻る（第4作冒頭）。
クリスタルレイクに戻る中で、偶然居合わせたヒッチハイカーの少女を殺害。更に前回、前々回とはまた異なるクリスタルレイクのキャンプ場に訪れた若者達を殺害していく三度目の連続殺人に手を染めていく。また、キャンプ場近くの小屋で暮らすジャービス一家も襲撃し、家主のジャービス夫人が殺害されてしまい、長女のトリッシュも危機に陥るも、被害者の1人である長男のトミーが自らの頭を坊主頭にして現れ、その姿に幼い頃の自身と重ねて錯乱。その隙を突いてきたトリッシュに気を取られている時に、トミーの反撃に遭って顔面に鉈を叩き込まれてしまい、前のめりに倒れた事で鉈に脳が貫かれ頭もほぼ真っ二つになる。その状態でもわずかに動いていたが、それを見て怒りと恐怖で錯乱したトミーに鉈で執拗に滅多切りにされ、ついに絶命する（第4作）。享年・40歳。
こうして、約一週間にも及ぶジェイソンの三度に渡る連続殺人は終わりを迎える事になった。

### 偽ジェイソンの出現
ジェイソンへの恐怖の記憶に悩まされていたトミーが入院している森林の精神病院にて、ジェイソンと思われる人物による連続殺人事件が発生する。正体は救急隊員である男性ロイ・バーンズ。
無口で大人しい性格をしたロイが、ジェイソンに扮した連続殺人に走ってしまった動機は、事件前に精神病院で起こった生徒同士のトラブルにある。このトラブルにより、短気で攻撃的な性格をしたビクターに斧で後頭部や腕をえぐられて殺害された少年・ジョイはロイの実の息子であり、理由は不明だがロイはジョイに実の父親であることを名乗ろうとせず、病院に預けていた。ジョイが無残な死体姿となったのを目の当たりにしたロイは精神に異常をきたし、ジェイソンに扮して精神病院やその付近の人間たちを無差別に狙った連続殺人事件を起こすことになる。自分の子供を殺されたショックで殺人に走るようになった点は、パメラと共通している。
本物のジェイソンとの判別は可能で、本物は被っているホッケーマスクに赤いペイントが施されていたのに対し、ロイの被ったホッケーマスクのペイントは青い色をしている。また、服装も本物は緑のシャツと白いズボンであったが、ロイの扮したジェイソンはマイケル・マイヤーズのような紺色の作業つなぎを着ていた。しかし、本物のジェイソンと同様にさまざまな凶器を使って殺人を実行したうえ、大柄の男性を投げ込む怪力や、トラクターに跳ね飛ばされても起き上がるタフさなどを見せ付けたことから、正体が発覚するまでの間は誰もがロイを本物のジェイソンと誤認していた。それは、本物のジェイソンに襲われた経験がトラウマになっているトミーも同様であった。
こうして18人もの人間を次々と殺害したロイは生き残ったトミーたちを追い詰めるが、彼の反撃に遭って片手を切断されたうえ、落下先にあった床の針山に串刺しとなり、死亡した（第5作）。

### 不死の怪物として
ジェイソンの死から約10年後、彼へのトラウマが悪化したトミーがジェイソンの腐乱遺体を火葬するべく墓穴から掘り起こした際、ジェイソンは落雷の直撃を受けて蘇生する。これ以降のジェイソンは、攻撃を受けても平然と起き上がる不死の身体を持った最強の殺人鬼と化した。トミーは唯一事情を理解してくれた保安官の娘メイガンと共に、クリスタルレイクでジェイソンを迎え撃つが、彼はトミーによって湖へ沈められるも生きていた（第6作）。
時は経ちジェイソンは超能力を持つ少女ティナの手によって3度目の復活を果たし、クリスタルレイクの住民を血祭りに上げていく。図らずも伝説の殺人鬼を呼び起こしたティナは超能力を駆使してジェイソンに挑むが、絶体絶命の危機に陥ってしまう。だが、ティナの念で甦った彼女の父親によってジェイソンは湖底へ封印される（第7作）。
やがて、湖をクルージング中の船の錨が電気ケーブルを切断してしまい、感電で封印が解けたジェイソンは復活する。ニューヨークへ向かう船の乗員たちを殺害し、生き残りの乗員たちを追って海を渡ったジェイソンはニューヨークで殺戮を繰り広げるが、被害者たちの機転で汚染廃棄物に流されて地下水道で消息不明となる。その後、少年ジェイソンの幻影が現れるようになる（第8作）。

### 悪魔の存在として
ジェイソンの起こした惨劇からしばらくたったある日、ジェイソンはクリスタルレイクに訪れた女性を襲撃する。しかし実はその女性は特殊部隊の軍人でありジェイソンを誘い出すオトリであった。その女性を追って森へ入り進んでいくジェイソンに待ち構えていた特殊部隊の一斉射撃が降り注ぎ、ジェイソンの身体は四散して原型を留めないほどに破壊される。その後、軍はジェイソンの肉片、特に依然として生命活動を続ける心臓を持ち帰り、その不死の原理を突き止めようと研究するが、その最中にジェイソンの心臓が科学者の1人に寄生し、ジェイソンは宿主の身体を借りて殺人を再開する。途中で何度か宿主を変えながら、ジェイソンは完全な蘇生に必要な「自らと同じ血を継ぐ身体」を求めて異母妹ダイアナ・ボーヒーズのもとへ向かい、そこで彼女を殺害してその遺骸に寄生する。しかし、その前に姪のジェシカ・ボーヒーズとスティーブンが立ちはだかり、ジェイソンはジェシカの持つ聖剣で心臓を貫かれて力を失い、地面から現れた巨大な手に引きずり込まれて地獄に落とされる。その後、ジェイソンのマスクをフレディ・クルーガーが回収する（第9作）。

### 未来での殺戮
2010年、クリスタルレイク湖研究所に隔離されていたジェイソンは、拘束を破って研究員たちを殺害するが、最後の研究員であったロワーンに反撃され、彼女と共に超低温室で冷凍保存されてしまう。それから400年以上も経った2455年、すでに崩壊していた地球へ探査を目的として帰還した考古学者ロウによって蘇生し、宇宙船内で殺戮を繰り広げる。窮地に陥った乗組員は宇宙船に搭乗していたアンドロイドを戦闘用に改造し、ジェイソンと対決。さすがのジェイソンも戦闘用アンドロイドには敵わず、頭部を破壊されて死亡する。だが、医療用装置の誤作動とジェイソン自身の超常的な力によってサイボーグとして復活、戦闘用アンドロイドを破壊して乗組員たちを追い詰める。しかし乗組員の1人の身を呈した行動により大気圏へ突き落とされ、そのまま地球のクリスタルレイクに沈む（第10作）。

### フレディとの対決
エルム街の住人たちに忘れられたため、思うように活動できないでいたフレディは、ジェイソンの夢の世界で母親のパメラに化け、ジェイソンを説得して彼の肉体をも蘇らせる。当初こそジェイソンはフレディに従っていたが、次第に自らの意思で殺戮を行うようになる。危機感を覚えたフレディはジェイソンを悪夢の世界へ引きずり込んでジェイソンと対峙し、水が弱点であることを突かれて一時は溺死寸前まで追い詰められるも、エルム街の若者たちの機転でフレディは現実世界に引きずり出され、自身も復活する。クリスタルレイクで死闘の末に相討ちとなるが、再び蘇生して切り落とされたフレディの頭を持って何処かへ姿を消してしまう（FVJ）。

## 年表

### 旧シリーズ
- 1935年 クリスティ夫妻、「キャンプ・クリスタルレイク」を設立。
- 1946年 ジェイソン･ボーヒーズ出生。
- 1957年 ジェイソン、「キャンプ・クリスタルレイク」で溺れ消息不明となる。
- 1958年 ダイアナ・ボーヒーズ出生。クリスタルレイクでパメラ･ボーヒーズによる殺人が始まり、2人の若者カップルを殺害（第1作）。
- 1962年 「キャンプ・クリスタルレイク」水質汚染で再開不能。その一年後に改善し再開するが前年度に殺人や溺死、連続放火により皆から不吉とされ血のキャンプ場として有名になる。その事で一時期客足が遠のく。
- 1980年 アリスの友達や仲間がクリスタルレイクに集まりパメラ･ボーヒーズによる殺人が再び始まり若者達を次々と殺害。最期でパメラが、被害者アリスの反撃で殺害される（第1作）。
- 1980年 その数ヵ月後パメラが殺される瞬間を見ていたジェイソンによって、アリスが殺害される（第2作）。
- 1985年 ジェイソン、クリスタルレイクのキャンプ指導員を次々と殺害し、数日後には住民･カフェ経営者などを殺害。しかし被害者の反撃により致命傷を負うも、死体安置所で蘇生。医療関係者らを殺害し、キャンプ場へ戻ったジェイソンはで三度殺戮を行うも被害者トミーの反撃で顔面に鉈を叩き込まれ、死亡した（第2～4作）。
- 1993年 救急隊員のロイが扮する偽ジェイソンの連続殺人事件が発生。ジェイソンを殺害したトミーも巻き込まれる事になった（第5作）。
- 1993年 雷の衝撃により蘇生。超人的な力を手にし、各地で殺人事件を展開するがニューヨークの地下水道で消息不明になる。なお、この数年間の内に、キャンプ場は「フォレストグリーン」という名に変更されていたが、再び連続殺人が起こった事で、それを怪奇話として面白がった者達の悪意により「クリスタルレイク」の名へと戻されてしまっている（第6～8作）。
- 2002年　FBIによって木っ端微塵に吹き飛ばされるが、心臓だけで他人に乗り移りながら活動し、異母兄妹のダイアナ・ボーヒーズを殺害。ジェシカの婚約者に乗り移って復活するも、姪のジェシカ・ボーヒーズの手で封印される。フレディ･クルーガーが死亡したジェイソンのマスクを回収（第9作）。
- 2010年 科学者ローワン、ジェイソンを拘束して自らと共に冷凍保存する（第10作）。
- 2455年 考古学者ロウ、ローワンとジェイソンの冷凍保存を解除。ジェイソンによる未来での殺戮が始まる。サイボーグによって殺害されたが、暴走したナノマシン技術によって、メタルジェイソンとなって復活。最後は隊員の一人による決死の行動によって大気圏突入し、クリスタルレイクへ落下する結末となった（第10作）。

### 外伝
- 2003年 フレディがジェイソンを蘇生。暴走したジェイソンとクリスタルレイクで死闘を演じ相討ちとなる。だがフレディとジェイソンは生きており、フレディの首を持ちどこかへと去る（外伝作）。

## 殺人

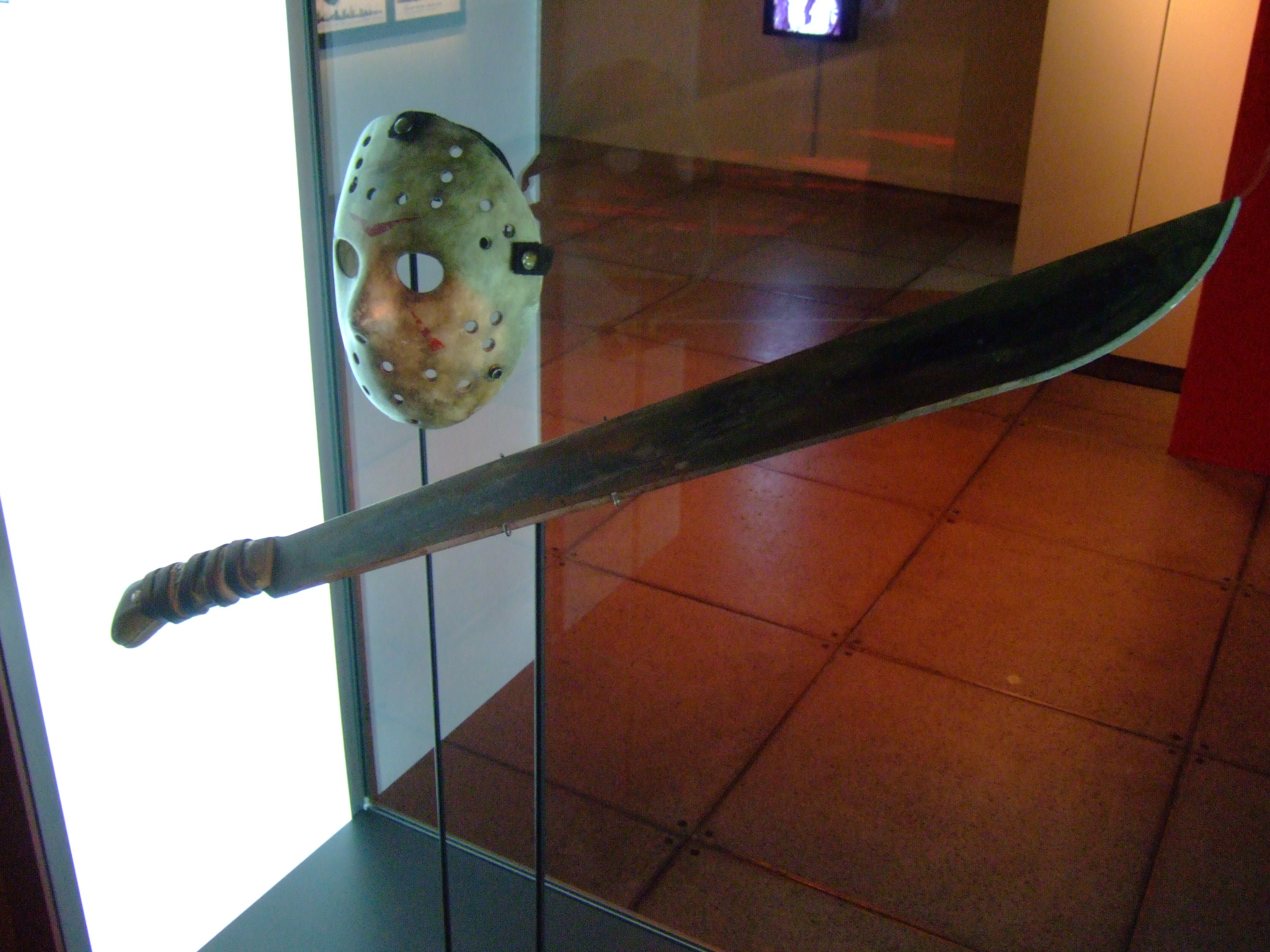
ホッケーマスクとマチェット

殺人においてジェイソンは様々な武器を使用しているが、マチェット（鉈の一種）や斧を用いることが多い。第3作以降は怪物じみた筋力を用いた素手での殺人も行う。基本的に手に持って振り回すだけで使えるような原始的な凶器を使用し、その場にあった適当な道具での殺人も多い。銃火器は一切使わず、その他の飛び道具を使うことも少ない。遠距離攻撃は基本的に武器を投げつけるといった方法で行うが、第3作では飛び道具（クロスボウや水中銃のようなもの）を使っている。第7作で刈払機を使用した際は自分でエンジンをかけていた。第4作ではジェイソンを倒すために持ち込まれていた銃を事前に破壊しておくなど、高度な武器に関する知識もある程度持っている模様。
ジェイソンに殺害された被害者の数は200人を超える。襲われた中には生き延びた人間もいるが、精神不安定になって精神病院へ移送されてしまうケースが多い。
なお、パロディやオマージュなどでは「ジェイソンの武器＝チェーンソー」とイメージされることが多々あるが、ジェイソンがチェーンソーを使って殺人を行った事はシリーズ中一度も無い。これは、同時期に公開されたホラー映画『悪魔のいけにえ』に登場する仮面の殺人鬼「レザーフェイス」が、チェーンソーを使用していることから、意図的または意図せずして混同したものと思われる。第2作では、逆にヒロインにチェーンソーで襲われたことがある。

## 仮面
ジェイソンの一般的な特徴として、ホッケーマスクを被っているというものがあるが、ジェイソンが初登場する第2作では、穴の空いた麻袋を被っている。これは幼少期に湖に投げ込まれ、溺れさせられた直前に被らされた物であり、また自らの奇形の顔にコンプレックスを持っていたジェイソンにとって無くてはならない物であった。
ホッケーマスクを被ったのは第3作からであり、被害者の一人であるシェリーが友人を脅かす為に被っていた物を奪い取って使用している。第6作では、第4作の殺人を生き延びたトミーが、ジェイソンを火葬にする際に用意した物を奪い、第8作では最初の被害者がジェイソンごっこをして遊んでいたのを殺して奪い取り、リメイク版では当初は第2作同様に、布袋を被っていたが、クリスタルレイクの湖畔に住む農夫を殺害した際に、傍らに落ちていたのを見つけてそのまま被ったもので、いずれも本人が元から持っていたものではない。
常にマスクをかぶって顔を隠しているが、第8作では不良少年達のラジカセを蹴飛ばし、絡まれたところを自分からマスクを外して素顔を見せ、追い払った経験がある。

## 服装
初登場である第1作では主人公のポリーズ夫人やアリスが見た幻覚として登場するが、上半身が裸であった。
初めて主人公を務める第2作では青いデニム生地のオーバーオールを着て、白い麻布袋をマスクとして被り、一ヶ所だけくりぬかれた穴から左目を覗かせていた。
ホッケーマスクを被る様になった第3作から第6作までは薄手の緑色のワークシャツを身に纏い、白いズボンを履いているが、作品を経る度にその衣装はボロボロになっていく。第7作目では黒に近い緑のズボンにワークシャツ、第8作目では黒のシャツに黒のズボンと黒の手袋、9作目は水色のシャツに水色のズボン、10作目は茶色のジャケットを羽織っており、拘束された際に装着された首輪を着けたままである。終盤は金属製のマスクとアーマーを装着している。また、第6作の序盤に手に入れた皮手袋や、同作の終盤にトミーと対決した際に首に巻かれた鎖は、7作目まで身に付けていた。
『FVJ』では黒いインナーシャツの上に茶色の上着を着て、黒いズボンを履いている。
リブート版では白いインナーシャツの上に黒いコート(黒のミリタリーコートにハンティングコートの上部をジェイソン自身が縫いつけた物)を羽織り、グレーのズボンを履いていた。

## 弱点
第2作～第4作までの人間だった頃は動作が機敏で全力疾走で標的を追跡するなど隙が少なかった反面、ナイフで刺され大きく怯んだり、シャベルで殴られ気絶するなど、人間らしい弱点があった。
第6作の序盤に落雷を浴びて復活して以降は、如何なる攻撃を受けても死なない不死身の怪物と化したが、標的を歩いて追跡する様になった為に逃げやすくなった。しかし、動作自体は相変わらず機敏であり、攻撃範囲に捉えた標的を一瞬で殺害するため、移動速度以外に明確な弱点と呼べるものはなくなった。
『フレディVSジェイソン』では湖に沈められたトラウマから水が弱点とされているが、原作シリーズでのジェイソンは平気で水の中に入っており、第8作に至っては泳いでニューヨークに渡っている（溺れるという行為を怖がっている描写がある）。またそのフレディVSジェイソンでも湖を泳いでフレディに致命傷を与えた為、これも溺れるというのを怖がってるのを勘違いしたと思われる。
また、女性に母親と同じ格好や話し方をされると、その女性を母親と錯覚して殺意を喪失してしまうこともある（第2作、FVJ）。そして、自らの毛髪を剃って坊主頭になったトミーの姿に、幼い頃の自身とイメージが重なって、殺意を喪失した結果、命を落としている（第4作）

## ジェイソン以外の殺人鬼

### パメラ・ボーヒーズ
ジェイソンの実母である中年女性。第1作、第2作、第3作、FVJ、リメイクに登場する。48～49歳没。
経歴
1945年6月13日に息子ジェイソンを出産する。先天的な顔面の奇形を患っていた息子の境遇に同情し、愛情を惜しみ無く注いで育てつつ、クリスタルレイク・キャンプ場で料理人として勤めていた。
1956年、キャンプ場監視員の怠慢が原因で息子が湖で溺れ行方不明になったことを知り、精神に異常をきたし始め、復讐を願う息子の人格と、その息子を溺愛する本来の人格を併せ持つ解離性同一性障害を患う。
1958年、息子の様に死ぬ子供を増やさないため、また、息子の人格の復讐を果たすため、キャンプ場を封鎖に追い込むべく暗躍を始める。その第一歩としてキャンプ場監視員の若い男女2名を殺害し、その後、時期は不明だが放火事件も引き起こした。その結果、キャンプ場は閉鎖に追い込まれ彼女の悲願は一旦、達成された。
1962年、キャンプ場の再開が決定した際に湖の水質汚染を引き起こすことでそれを阻止する。
1980年6月13日、キャンプ場創設者のスティーヴが協力員を集めてキャンプ場を再開しようとしていることを知り、それを阻止する為に再びクリスタルレイクへと訪れ、協力員達を一人一人殺害していく。最後の一人となったアリスを追い詰めるが、反撃に遭い死亡した。
人物
作中では亡き息子ジェイソンに精神を乗っ取られたかのような狂った言動を見せる恐ろしい殺人鬼として描写されている。しかし、元は先天的な顔面の奇形を患っていた息子に惜しみ無く愛情を注ぎ育てる優しい母親であり、殺人を実行したのも復讐心だけではなく、息子と同じような悲劇から子供を守りたいという、独善的ながらも母親らしい善意や正義感も理由の一つであった。
殺人
主な凶器は腰に提げたナイフで、喉を掻き切る、もしくは胴に突き刺して標的を殺害する。
基本的には孤立した標的に忍び寄り、不意を突いて一瞬で相手の命を奪うが、ベッドの下に長時間潜み、標的が一人になったところで襲ったり、人気の少ない所へ誘き寄せて待ち伏せしたりと、ワンパターンではない。
隠密行動を得意としているのか、最後の生存者となったアリス以外にリアルタイムで殺人事件が起きていることに気付かなかった他、ジャックやマーシー、ブレンダは自分がいる部屋に殺人鬼が潜んでいることに最後まで気付かなかった。
第1作
終盤まで全貌が明らかにならず、キャンプ場再開の協力員達を一人一人殺害していく正体不明の殺人鬼として描写される。一方、終盤に姿を現してからは復讐を願う息子の人格と、亡き息子の願いを果たそうとする母親の人格が交互に現れる狂気的な人物として、また、ヒロインの命を執拗に狙う恐ろしい追跡者として描写される。凶器は主に腰に提げた鞘に収納しているナイフで、終盤には後に息子が多用することになるマチェーテを手に最後の生存者であるアリスを執拗に追跡した。
服装は女性らしさを感じさせないもので、オレンジを基調としたチェック柄のシャツの上に水色のセーターを着て、黒いズボン、黒いブーツを履いている。また、髪はパーマのかかったショートヘアーである。
「キ、キ、キ、マ、マ、マ…」という幻聴が聞こえており、これは「Kill mom」という息子の人格の願いである。
理性のタガが外れているからか、人間の遺体を勢いよく放り投げる、木の扉を叩き壊す等、中年女性とは思えない怪力を披露している反面、アリスの反撃を受けて度々倒れたり気絶している。また、最後の一人となったアリス以外に殺人が起こっていることが露呈しない等、忍者を彷彿させる隠密行動にも長けている。
最後は桟橋付近での死闘の末、皮肉にも自分が持ってきたマチェーテでアリスに首を切断され死亡した。
第2作
冒頭の前作のダイジェストに登場する。前作で切断された頭部は、奇跡的に助かり森の中で暮らしていたジェイソンにセーター、ズボン、マチェーテと共に回収され、後にミイラ化した状態でジェイソンが森の中に建てた小屋の祭壇に保管されていた。また、ジェイソンが母親の格好をしたジニーと対峙した際、彼女に母親の幻影を重ね、生き返ったと誤認していた。殺人鬼にだけ見える幻影として登場する点は前作におけるジェイソンの役割に似ている。
第3作
冒頭では前作と同様にミイラ化した頭部が登場した。終盤、クリスの悪夢に登場し、湖面に浮かぶボートに乗るクリスを第1作におけるジェイソンの様に湖に引きずり込んだ。この際、全身からミミズの様な生物が飛び出た醜悪な外見をしていた。
第4作
冒頭の前作までのダイジェストシーンにのみ登場する。
また、中盤に彼女の墓石が登場する。
FVJ
フレディがジェイソンをコントロールすべく彼女に化け、ジェイソンの夢に登場した。
リメイク
冒頭のみに登場する。原作と同様に1980年6月13日金曜日に連続殺人事件を実行するが、原作と異なり、被害者はジェイソンが溺れ行方不明になった原因を作った当事者達であり、ある意味では因果応報ともいえる。
ナイフで最後の一人となった女性を殺そうとしたが、反撃され、マチェーテで首を切断され死亡した。切断された頭部と身につけていたペンダントは奇跡的に助かっていたジェイソン少年に回収された。
犠牲者
以下に記述するのは、パメラに殺害された被害者である。殺害された順に記述する。
バリー&クローデット
パメラによる最初の犠牲者であるキャンプ場監視員の若い男女。カップルでもある。ジェイソン少年が溺れた際、性行為に夢中で気付かなかった当事者であり、ある意味では因果応報といえる。バリーは腹をナイフで刺されて死に、クローデットも死因は不明だが殺害された。
アニー
1980年6月13日に キャンプ場再開の為に集まった協力員の一人である女性。ヒッチハイクした車の運転手が不運にもパメラであり、人気の少ない森に連れていかれ、首をナイフでなで切りにされ死亡した。遺体はパメラの車の助手席に置かれた。因みに、彼女を含めた以下に記述する者は、ジェイソンが溺れた事件とは全くの無関係である。
ネッド・ルーベンシュタイン
アニーと同様に集まった協力員の一人である若い男性。小屋に入っていくパメラを見かけ、様子を伺ったところで首を掻ききられ死亡した。遺体は二段ベッドの上の段に放置された。
ジャック・バーレル
アニーと同様に集まった協力員の若い男性。後述するマーシーの彼氏。マーシーとの性交後、ベッドの下に潜んでいたパメラに矢で喉を貫かれ死亡した。
マーシー・カニンガム
前述したジャックの彼女。ジャックとの性交後、トイレで忍び込んだパメラによって顔面に斧を叩き込まれ死亡した。
ブレンダ
アニーと同様に協力員の一人である女性。子供の声を聞いて射的場までやって来たところでパメラに殺害され、遺体は後に監視小屋に放り込まれた。
スティーヴ・クリスティ
キャンプ場再開の活動の責任者。料理人だったパメラと面識があり、彼女と再会した際に殺害された。遺体は後にロープで木に吊るされた。
ビル
協力員のリーダー的存在。発電機の様子を見に行った際、パメラに喉を掻き切られ、更にドアに矢で磔にされた。
2009年版で殺害されたキャンプ場監視員達
リメイク版にてパメラに殺害されたキャンプ場監視員達。詳細は不明だが一人の女性を残して皆殺しにされた。ジェイソンが溺れた際に性行為に夢中で気付かなかった当事者達であるため、ある意味では因果応報である。
パメラに反撃した人物
アリス・バーディー
1980年6月13日金曜日の事件における唯一の生存者となった女性。パメラの執拗な追跡を三度退け、最後はマチェーテでパメラの首を切断した。
キャンプ場監視員の女性
リメイク版における1980年6月13日金曜日の惨劇を生き延びた女性。土砂降りの中、ナイフで襲いかかったパメラの首をマチェーテで切断した。因みに、ジェイソンが溺れた際に性行為に夢中で気付かなかった当事者の一人である。
パメラに変装・擬態した人物
ジニー・フィールド
第2作に登場するクリスタルレイク・キャンプ場の監視員の一人。ジェイソンの建てた住み処に追い詰められた際、その場にあったパメラのセーターを身に纏い、追跡してきたジェイソンを惑わせた。ジェイソンが背後にあったパメラの頭部を発見したため彼女の騙し討ちは失敗したが、応援に駆け付けたジニーの恋人が乱入した隙に背後からマチェーテを叩き込み撃退に成功した。
フレディ・クルーガー
『エルム街の悪夢』シリーズに登場する殺人鬼。ジェイソンを利用して自分の存在をエルム街の住人に思い出させようと画策し、パメラの姿でジェイソンの夢に現れ、エルム街で殺人をするよう命令した。
ホイットニー・ミラー
リメイク版に登場する若い女性。顔が若い頃のパメラに似ており、ジェイソンの自宅で発見したパメラのペンダントを身につけていたことから、ジェイソンに蘇った母親と誤認され、殺されず地下に監禁された。終盤、助けに来た兄と共にジェイソンと対峙した際、パメラの振りをしてジェイソンを惑わせ隙を作った。
その他、パメラと遭遇した人物
クリス・ヒギンズ
クリスタルレイク付近にあるキャンプ場にやって来た若い女性。ジェイソンを撃退した後、悪夢の中で、湖から現れた異形の姿で現れたパメラに襲われた。その結果、ジェイソンに襲われた恐怖で疲弊していた精神が限界を迎え、正気を失ってしまった。

### ロイ・バムス
第5作に登場。
ジェイソンの模倣犯であり、第5作での連続殺人事件の首謀者。職業は救急隊員。元は大人しい性格で無口な男だったが、父親であることを隠して精神療養施設「パインハースト」に預けていた息子・ジョイの無惨な遺体を目の当たりにした結果、精神に異常をきたす。息子を惨殺した張本人のヴィクターが警察に逮捕されたため、やり場の無い怒りと憎悪に支配され、スキンヘッドのラバーマスクとホッケーマスクを被りジェイソンに変装し、17人もの人間を殺害した（標的になっているのは「パインハースト」の関係者や患者が大半を占めており、パメラのように「監視を疎かにしたから息子が死んだ」と思い、復讐したとも取れる。また、トミーの部屋に被害者の死体を置く。自分の目の前に現れたトミーに驚く。負傷したトミーではなくパムとレジーから殺そうとするなど、彼を犯人に仕立てような言動も取っている）。なお、殺人の際には成人男性の遺体を何メートルも放り投げたり、ドアを体当たりで粉砕するなど超人的な怪力を見せる。生き延びたトミー、パム、レジーによってトラクターで轢かれる、チェーンソーで攻撃される、ナイフで刺される等、満身創痍となりながらも倒れない超人的なタフネスを発揮して三人を追い詰めるが、最後はトミーにマチェーテで手首を切断されて小屋から落下し、更に砕土器に全身を貫かれ、死亡した。
模倣犯でありながら、本物のジェイソンに劣らないタフネスと怪力をもつため、トミーは彼を模倣犯と見抜けなかった。
用いた凶器はマチェーテ、両刃の伐採用斧、発煙筒、皮ベルト、植木鋏、豚切り包丁、ナイフ等。

### フレディ・クルーガー
キャストはケイン・ホッダー（9作目）、ロバート・イングランド（FVJ）
吹き替えは江原正士（FVJ/DVD版）、青野武（FVJ/TV版）
第9作、FVJに登場。
9作目では、ジェイソンを倒したスティーブンとジェシカの後のラストで、地面から右手のみ出て、ジェイソンのホッケーマスクを回収する。FVJでは、エルム街の住人達に忘れられて思うよう活動できなかった為、ジェイソンの夢の中で母親のパメラに化けてジェイソンを説得し、ジェイソンを蘇らせる。初めはジェイソンをコントロールしていたが、徐々に手の内から外れ、最終的にジェイソンと戦い相討ちとなる。しかし2人はまだ生きており、ジェイソンはフレディの首を持ってどこかへ去る。

## 生存者

### アリス・ハーディー
演じた女優はエイドリアン・キング（1～2作目）
吹き替えは小山茉美（第1作/TV版）、滝沢久美子（第2作/TV版）
第1作、第2作に登場。
キャンプ場再開協力員の1人。他の協力員がパメラに次々と殺害されていく中でただ1人生き残り、最後にはパメラの首を鉈で切断し生還する。しかし、それを見ていたジェイソンにボートで襲われたとアリスは主張した。しかし、救助した警官たちはジェイソンを見ておらず、アリスも夢から覚めたような描写だったため、ボートを襲ったジェイソンは夢の出来事だと思われる。数ヶ月後、アリスの自宅にジェイソンが侵入し、ジェイソンにアイスピックで殺害され死亡。5年後のジェイソンの屋敷では、彼女のミイラ化した遺体が確認できる。
この設定になった背景には、エイドリアン・キングが同作への出演をきっかけに狂信的なストーカーに狙われるようになり、命の危険まで感じるようになってしまったため、早々と降板するように設定してもらったといういきさつがある。そして、キングは女優業を引退した(後に声優として復帰)。

### ジニー・フィールド、ポール・ホルト
キャストはエイミー・スティール（ジニー）、ジョン・ヒューリー（ポール）
吹き替えは榊原良子（ジニー/TV版）、野島昭生（ポール/TV版）
第2作に登場。
クリスタルレイクキャンプ場の指導員候補。ジェイソンの家で決戦の末、ジェイソンに深手を負わせるも、彼の逆襲によってジニーは"ポールは何処？"とうなされながら病院に搬送され、ポールは行方不明になる。おそらくポールはジェイソンに殺されたと思われる。

### クリス・ヒギンズ
キャストはダナ・キンメル
吹き替えは幸田直子（TV版）
第3作に登場。
クリスタルレイクに遊びに来た女性。過去に素顔のジェイソンに襲われており、それがトラウマになっている。最後はジェイソンに致命傷を負わせるも、恐怖のあまり精神に異常をきたしてしまう。

### トミー・ジャーヴィス
キャストはコリー・フェルドマン（4～5作目）、ジョン・シェパード（5作目）、トム・マシューズ（6作目）
吹き替えは浪川大輔（第4作・第5作/TV版）、塩沢兼人（第5作/TV版）、池田秀一（第6作/TV版）
第4作、第5作、第6作に登場。
特殊メイクの才能をもった少年。4作目ではトリッシュと共にジェイソンに襲われるが、最後はジェイソンを鉈でメッタ斬りにし、2人で生還する。5作目では、ジェイソンに襲われたことがトラウマとなり、精神病院に入院させられていた。途中でジェイソンが現れ、最後はパム、レジーと共に力を合わせ、ジェイソンの片手を切断し、落下させて針の串刺しにして撃退する。しかし、死んだジェイソンを犯人だと思っていたが、実際には救急隊員のロイであったため、トラウマを治せず、最後には本物のジェイソンの幻影を見た後、ナイフとホッケーマスクを取りだし、部屋に入ってきたパムを殺そうとした。6作目では、未だにジェイソンの悪夢に悩まされていたため、友人のハーズと共に、『フォレスト・グリーン』と名を変えたクリスタルレイクへと戻り、ジェイソンの墓を訪れる。悪夢と完全に決別するため、ジェイソンの遺体を掘り起こし、火葬しようとするが、突然の落雷でジェイソンが蘇ってしまう。ハーズが殺され、保安官ギャリスの所へ逃げ込むが、ギャリスは話を信じようとせず、トミーを閉じ込めてしまう。唯一、話を信じたギャリスの娘メーガンと共に、ジェイソンを倒そうとする。最後は、ジェイソンを湖に沈めるためにボートの上でジェイソンを挑発し、作戦を実行しようとした。ジェイソンに湖に落とされ殺されかけたものの、メーガンの協力でジェイソンを沈めることに成功した。メーガンと2人で生還する。

### ティナ・シェパード
キャストはラー・パーク・リンカーン
吹き替えはなし
第7作に登場。
超能力を持つ少女。幼い頃に夫婦喧嘩を起こす両親に耐え切れず、父親を湖に沈めてしまう。成長した彼女は超能力で父親を甦らせようとするが、誤って封印されていたジェイソンを復活させてしまう。ジェイソンの手で母親を殺された彼女は超能力でジェイソンに挑むも逆に窮地に立たされてしまうが、必死の願いで甦った父親がジェイソンを湖に封印する。

### レニー、ショーン
キャストはジャンセン・ダジェット（レニー）、スコット・リーヴス（ショーン）
レニーの吹き替えは深見梨加（DVD版）、水谷優子（TV版）。ショーンの吹き替えは関俊彦（DVD版）、松本保典（TV版）。
第8作に登場。
卒業旅行でニューヨーク行きのラザラス号に乗り込んだ高校生。レニーは昔クリスタルレイクで溺れた際、少年ジェイソンの幻覚を見てそれがトラウマになっている。N.Yまで追ってきたジェイソンを、機転により下水の廃棄物の流れに巻き込ませる。

### ダイアナ・ボーヒーズ
キャストはエリン・グレイ
吹き替えは滝沢ロコ（LD版）
第9作に登場。
ジェイソンの妹で、ジェシカの母親。ジョイ.B食堂で働いており、ランディスと交際していた。自宅でジェイソンに、背中をキッチンナイフで刺され死亡。死亡して数日後、ジェイソンに体を乗り移られ、ジェイソンは復活する。

### ジェシカ・ボーヒーズ
キャストはカリー・キーガン
吹き替えは久川綾（LD版）、相沢恵子（TV版）
第9作に登場。
ダイアナの娘で、ジェイソンの姪。娘とスティーブンという元夫がいるが、現在はワケがあって離婚している。最初はスティーブンの話を聞こうともしなかったが、最終的にはスティーブンの想いに気づく。最終的にスティーブンと共にジェイソンと戦い、彼女が聖剣をジェイソンの胸にけり込んで、ジェイソンは地獄へと引きずりこまれ2人で生還する。

### デューク
キャストはスティーヴン・ウィリアムズ
吹き替えは大塚明夫（VHS版）
第9作に登場。
ジェイソンハンターの異名を持つ賞金稼ぎ。ジェイソンを倒せるのはボーヒーズ家の者だけであることを知っており、そのための聖剣をジェシカに託す。終盤ジェイソンと戦うが、さば折りで絞殺された。

### ローワン
キャストはレクサ・ドイグ
吹き替えは湯屋敦子
第10作に登場。
クリスタルレイク調査団の主任。尋問を破ったジェイソンを自分もろとも冷凍保存する。400年後、宇宙船の中で蘇生し、ジェイソンを倒すことに協力する。

### KM
キャストはリサ・ライダー
吹き替えは唐沢潤
第10作に登場。
女性型サイボーグ。圧倒的な強さでジェイソンに勝利するが、メタルジェイソンには歯が立たず、パンチで首を吹き飛ばされる。

### ブロッドスキー
キャストはピーター・メンサー
吹き替えは楠大典
第10作に登場。
宇宙船のクルー。終盤で自分もろともジェイソンを大気圏へ突入させる。

### ローリー・キャンベル、ウィル・ローリンズ
キャストはモニカ・キーナ（ローリー）、ジェイソン・リッター（ウィル）
吹き替えはローリーが岡寛恵（ソフト版）、甲斐田裕子（テレビ版）、ウィルが内田夕夜（ソフト版）、竹若拓磨（テレビ版）
FVJに登場。
ローリーはかつてフレディに母親を殺された過去を持つ。フレディを利用してジェイソンを倒させ、最後はフレディの首を切り落とし、ウィルと帰還する。

### クレイ・ミラー、ホイットニー・ミラー
キャストはジャレッド・パダレッキ（クレイ）、アマンダ・リゲッティ（ホイットニー）
吹き替えは内田夕夜（クレイ）、樋口あかり（ホイットニー）
リメイク版に登場。
クリスタルレイクを訪れた兄妹。ホイットニーはクリスタルレイクにキャンプに来ていた際、ジェイソンに友人全員を殺害されるも、面影がパメラに似ていたことからジェイソンの家に監禁される。その後、兄クレイがホイットニーを救出し、力を合わせてジェイソンを倒すも、ラストで復活したジェイソンに襲われる。

## 名前の由来
ジェイソン・ボーヒーズという名前は、脚本のヴィクター・ミラーの息子の名前と高校時代の恋人の名前を、合わせたものである。

## 美少女フィギュア化
コトブキヤのHORROR美少女シリーズにて、フレディ・クルーガーと共に美少女フィギュア化。山下しゅんやが美少女化のイラストを担当し、毒島孝牧（ブスジマックス）が立体化を担当した。2014年発売。

## 影響
プロレス界では、カナダ出身レスラーのカール・モファットがジェイソン・ザ・テリブル（Jason the Terrible）と名乗り、ジェイソン・ボーヒーズと同様のホッケーマスクを被った悪役レスラーとして1980年代後半に活動していた。1990年代からはプエルトリコ出身レスラーのラファエル・ロドリゲスも、モファットと同じリングネームとギミックで日本のインディー団体にレギュラー参戦したが、主に善玉レスラーとして活動した。